# Easy Money
Easy Money er en amerikansk tv-serie skabt af Diane Frolov og Andy Schneider. Serien debuterede på The CW den 5. oktober 2008.